# Milan Ercegan
Milan Ercegan (18 de abril de 1916 – 11 de enero de 2011) fue un dirigente deportivo yugoslavo, presidente de la Federación Internacional de Luchas Asociadas (FILA) durante 30 años (de 1972 a 2002) y Presidente Honorífico Vitalicio de la FILA. Fue reemplazado por Raphaël Martinetti en 2002.

## Biografía
Fue secretario general durante 20 años bajo la presidente de Roger Coulon. Después de la muerte de Coulon en 1971, el Secretario General fue nombrado Presidente en funciones y fue elegido Presidente con todos los cargos en la votación que se hico en el congreso de la Federación en Múnich en 1972. 
En particular, publicó el primer libro para entrenadores de lucha libre (Teoría y práctica de la lucha libre) en 1973 y organizó al año siguiente el primer curso de entrenadores en Dubrovnik. También creó la Escuela Avanzada para Entrenadores en 1974. Durante sus 30 años de presidencia, se publicaron numerosas obras, en particular los tres libros principales del profesor búlgaro Raïko Petrov: "Lucha olímpica a través de los milenios" (1993), "100 años de lucha olímpica" (1997) y "Las raíces de la lucha" (2000). Más lejos, abrió la puerta a la lucha rusa de Sambo en 1968 y dirigió un libro escrito por Shozo SASAHARA (1972).
Ercegan abrió algunas nuevas perspectivas a la promoción de la lucha libre. En particular, inició el "Plan Dorado de la FILA", cuyo objetivo era proporcionar asistencia técnica a los países en desarrollo. Al final de su mandato en 2002, alrededor de un centenar de colchonetas de lucha libre y un número considerable de libros, revistas, videos y otras herramientas pedagógicas se distribuyeron gratuitamente a las Federaciones Nacionales. Hizo lo mismo con el programa de Sambo internacional y continental.
También introdujo nuevas competiciones en el calendario FILA (especialmente el Mundial júnior y el Campeonato Continental cadete) y revolucionó en el mundo de la lucha libre admitiendo a las mujeres de pleno derecho en el seno de las federaciones nacionales.